# Zelsterbeek
De Zelsterbeek is een riviertje in de Nederlandse provincie Limburg. Het is een zijbeek op de linkeroever van de Leubeek.
De Zelsterbeek ontstaat uit de samenloop van de Roggelse Beek en de Bevelandsebeek, vlak ten zuiden van Roggel. De beek meandert vervolgens over een lengte van circa drie kilometer oostwaarts naar de Leubeek nabij de buurtschap Kinkhoven. Over haar gehele lengte stroomt de beek door het natuurgebied het Leudal. De beek heeft zich hier diep door het landschap gesneden met steile hellingen aan weerszijden.